# Miguruka
Miguruka är ett periodiskt vattendrag i Burundi.   Det ligger i provinsen Makamba, i den södra delen av landet, 90 kilometer sydost om huvudstaden Bujumbura.
Omgivningarna runt Miguruka är en mosaik av jordbruksmark och naturlig växtlighet. Runt Miguruka är det tätbefolkat, med 356 invånare per kvadratkilometer.